# 普勒 (喬治亞州)
普勒（英語：Pooler）是一個位於美国喬治亞州查塔姆縣的城市。

## 地理
普勒的座標為32°06′17″N 81°15′12″W / 32.10472°N 81.25333°W，而該地的平均海拔高度為6米（即20英尺）。

## 人口
根據2010年美國人口普查的數據，普勒的面積為78.60平方千米，當中陸地面積為76.10平方千米，而水域面積為2.50平方千米。當地共有人口19140人，而人口密度為每平方千米243人。